# Мало (Месина)
Мало је насеље у Италији у округу Месина, региону Сицилија.
Према процени из 2011. у насељу је живело 239 становника. Насеље се налази на надморској висини од 471 м.